# Loqiemean
Худяков Роман Веніамінович (рос. Худяков Роман Вениаминович; нар. 28 грудня 1993, Томськ, Російська Федерація), більш відомий під сценічним псевдонімом Loqiemean («Локімін»), скорочено Loqi («Локі») — російський хіп-хоп- і рок-виконавець, EDM-продюсер, бімейкер, ді-джей і звукорежисер. Член творчого об'єднання Kultizdat і концертного агентства Booking Machine.
За свою музичну кар'єру репер випустив чотири студійні альбоми, три міні-альбоми і сім музичних відеокліпів.

## Біографія і музична кар'єра

### Ранній період. Юність. Початок музичної кар'єри
Народився у Томську 28 грудня 1993 року та жив там до восьми років. Пізніше переїхав до Якутії у 2002 році і прожив там понад п'ять років, але потім повернувся назад до рідного міста. Дитинство проходило, як стверджує Роман, «гірше, ніж у центральній частині Росії».
У 2007 році захопився FL Studio, програмою для написання музики. Спочатку користувався нею як любитель, але незабаром з її допомогою почав серйозно займатися музичною творчістю. У період з 2006 по 2011 роки писав музику у стилі класичного хіп-хопу. Перші свої роботи, які юний музикант на той час вважав хорошими, приніс на радіо, але отримав відмову.
У 2011 році з'явився проєкт Loqiemean, в якому Роман писав електронну музику під натхненням Skrillex і багатьох інших електронних музикантів.
У 2014 році Oxxxymiron запрошує його в свій тур «арХХХеологія» як ді-джея через хворобу Porchy.

### 2015—2016. Початок виконавської діяльності.My Little Dead Boy
У 2015 році випустив дебютну роботу виконавця «Wasted: Part 2», спільну з SlippahNeSpi, більш відомим як Young P&H з проєкту Big Russian Boss & Young P & H.
20 квітня 2016 року випустив перший повноформатний студійний альбом My Little Dead Boy за участю «Вбивці Crystal», Шиммі, Motaspace, Fetre, Kovalevsky, NDS Flava, SlippahNeSpi, Охри, Porchy, Markul'а, ATL'а і Oxxxymiron'а . В альбомі також повинні були бути бітмейкер 4EU3 і Рома Англієць з гурту «ЛСП», але Роман Худяков від них матеріалу не дочекався.
Влітку цього ж року потрапив до списку найбільш примітних новачків хіп-хоп-індустрії «Новий Флоу» за версією сайту The Flow [Архівовано 25 серпня 2021 у Wayback Machine.] та переїхав жити до Москви, вступивши до творчого об'єднання Kultizdat, а також виступивши на розігріві у Oxxxymiron в рамках Takeover Tour у декількох містах.

### 2017— даний час.Beast Of No Nation,«Порядку», «СЕА», «Контроль»
30 березня 2017 року побачив світ другий повноцінний альбом — і перший як виконавця — Beast Of No Nation, в якому зачіпаються головні проблеми життя в Росії.
23 травня 2017-го випускає свій дебютний музичний відеокліп «На Фоксе», який увійшов до вищезазначеного альбому.
7 листопада 2017 року випустив свій другий за рахунком і перший професійний музичний відеокліп «Королева» з майбутнього міні-альбому «Повестка», який виконаний в романтично-містичному стилі.
8 листопада 2017 року представив публіці 7-трековий міні-альбом «Повестка» з гостьовими куплетами від «Убийцы Crystal», АЗА # ZLO і Kid Sole.
12 і 17 листопада 2017 року дав свої сольні концерти в Москві та Санкт-Петербурзі, організовані агентством Booking Machine.
13 лютого 2018 року стало відомо, що Loqiemean став новим артистом концертного агентства Booking Machine, главою якого є Oxxxymiron. 1 квітня 2018 року представив публіці 9-трековий міні-альбом «Повес2ка».
30 квітня Роман виступив на мітингу «За вільний Інтернет проти блокування месенджера Telegram на території Росії», який пройшов в Москві на проспекті Академіка Сахарова .
25 липня 2018 року виходить третій відеокліп «Быть дауном», в якому як камео з'являється згадуваний в тексті Баста, трек якого вийшов на вищезгаданому релізі. Відеоробота вийшла на честь 20-річчя кінострічки «Великий Лебовські», за мотивами якого був знятий кліп. Відеоробота викликала бурхливу реакцію користувачів мережі Інтернет і припала до вподоби багатьом глядачам, а також викликала критику з боку громадськості . Благодійний фонд «Синдром любові», на чолі актриси і телеведучої Евеліни Бльоданс, звернувся до Басти, Oxxxymiron і самого Loqiemean з повідомленням: «Ви свідомо і боляче зачепили десятки тисяч сімей, де ростуть діти з синдромом Дауна. Ви і завтра, і післязавтра продовжите це робити. Навіщо?» . Відповідної реакції від представників Booking Machine і Gazgolder не було.
9 серпня 2018 року вийшов великий лонгмікс «Konstrukt» з усіма діючими артистами Booking Machine напередодні великого фестивалю. Крім Романа в ньому взяли участь Porchy, May Wave$, Jeembo, Thomas Mraz, Tveth, Souloud, Markul і Oxxxymiron.
15 лютого 2019 року вийшов третій за рахунком студійний альбом Романа під назвою «Сожги этот альбом».
3 квітня 2020 року вийшов другий live-альбом «Зомби надо хоронить».
13 листопада 2020 року вийшов студійний EP «Чёрная метка».
5 березня 2021 року вийшов студійний альбом «Контроль».
24 лютого брав участь у антивоєнній акції у Москві. До цього також негативно відгукувався про дії РФ у зовнішній політиці, зокрема щодо України.
4 квітня також стало відомо про початок розробки четвертого міні-альбому «Пов3стка», який згодом розрісся до повноцінного альбому, що складається з 17 треків.
На своїй сторінці у твіттері підтримував Україну, активно закликав до революції в Росії, відокремлення ув'язнених народів тощо. Це стало причиною скарг багатьох публічних діячів та скасування концертного туру виконавця

## Концертний склад
Починаючи з 2017 року, Роман виступає на концертах і фестивалях зі своєю командою LoqiBand, до складу якої входять 6 чоловік:
- Роман «Loqiemean» Худяков — вокал, бас-гітара (з 2017 року)
- Дмитро «LDMA» Лапіков — діджеїнг (з 2017 року)
- Данило Лазарєв — гітара (з 2017 року)
- Микола Лісняк — гітара (з 2020 року)
- Іван Немов — ударні (з 2020 року)
- Микита «WastedYouth» Голишко — бас-гітара (з 2020 року)

### Колишні
- Павло «Pablique» Гарбузов — ударні (2017—2019)
- Сергій «Sonny G» Сокіл — гітара (2018—2019)
- Денис Рощев — бас-гітара (2019)

## Дискографія

### Студійні альбоми
| Рік  | Студійний альбом     |
| ---- | -------------------- |
| 2016 | «My Little Dead Boy» |
| 2017 | «Зверь Без Нации»    |
| 2019 | «Сожги Этот Альбом»  |
| 2021 | «Контроль»           |
| 2022 | «Пов3стка»           |

### Міні-альбоми
| Рік  | Міні-альбом           |
| ---- | --------------------- |
| 2017 | «Повестка»            |
| 2018 | «Повес2ка»            |
| 2020 | «Чёрная метка»        |
| 2022 | «My Little Alive Boy» |

### Збірки
| Рік  | Live-альбоми          |
| ---- | --------------------- |
| 2018 | «Живой Питер '18»     |
| 2018 | Be Down OST           |
| 2020 | «Зомби надо хоронить» |

### Сингли
| Рік  | Сингл                                     |
| ---- | ----------------------------------------- |
| 2015 | «Wasted: Part 2» (за участі SlippahNeSpi) |
| 2016 | «Athens»                                  |
| 2016 | «Латина»                                  |
| 2016 | «Кости»                                   |
| 2017 | «Пёс»                                     |
| 2017 | «Королева»                                |
| 2017 | «Стая 1993»                               |
| 2018 | «MLDB Origins»                            |
| 2018 | «Горсвет» (за участі Oxxxymiron)          |
| 2018 | «Killer»                                  |
| 2018 | «Лирический герой»                        |
| 2018 | «Степь» (за участі 104)                   |
| 2018 | «OK Loqi»                                 |
| 2018 | «Jija»                                    |
| 2019 | «Отклонение» (за участі Жака-Ентоні)      |
| 2019 | «Свиноферма 2»                            |
| 2019 | «КОАЛКО»                                  |
| 2019 | «Чёрный день»                             |
| 2020 | «Гвозди»                                  |
| 2021 | «АЛЛО»                                    |

## Відеографія
| Рік  | Назва                   | Альбом             | Режисер         |
| ---- | ----------------------- | ------------------ | --------------- |
| 2017 | «На Фоксе»              | Beast Of No Nation | VISNU           |
| 2017 | «Королева»              | "Повестка          | ROHO            |
| 2018 | «Быть дауном»           | «Повес2ка»         | ROHO            |
| 2019 | «КОАЛКО»                | сингл              | ROHO            |
| 2020 | Прорубь (pandemic live) | «Чёрная метка»     | Magdyash.hunter |

### Участь
| Рік  | Назва                                                                                               | Альбом       | Режисер |
| ---- | --------------------------------------------------------------------------------------------------- | ------------ | ------- |
| 2018 | «Konstrukt» (за участі Porchy, May Wave$, Jeembo, Thomas Mraz, Tveth, Souloud, Markul і Oxxxymiron) | Позальбомний | ROHO    |